# Bacillemma leclerci
Genre
Espèce
Bacillemma leclerci, unique représentant du genre Bacillemma, est une espèce d'araignées aranéomorphes de la famille des Tetrablemmidae.

## Distribution
Cette espèce est endémique de la province de Prachuap Khiri Khan en Thaïlande. Elle se rencontre dans la grotte Tham Kaeo dans le parc national de Khao Sam Roi Yot.

## Description
Cette araignée anophtalme est orange. La carapace de la femelle holotype mesure 0,56 mm de long sur 0,40 mm de large et l'abdomen 0,84 mm.

## Étymologie
Cette espèce est nommée en l'honneur de Philippe Leclerc.

## Publication originale
- Deeleman-Reinhold, 1993 : A remarkable troglobitic tetrablemmid spider from a cave in Thailand (Arachnida: Araneae: Tetrablemmidae). Natural History Bulletin of the Siam Society, vol. 41, no 2, p. 99-103 (texte intégral).